# Liste der Monuments historiques in Quessoy
Die Liste der Monuments historiques in Quessoy führt die Monuments historiques in der französischen Gemeinde Quessoy auf.

## Liste der Bauwerke
| Bezeichnung                                     | Beschreibung | Standort                | Kennzeichnung | Schutzstatus   | Datum     | Bild           |
| ----------------------------------------------- | ------------ | ----------------------- | ------------- | -------------- | --------- | -------------- |
| Manoir de La Rocherousse                        | Herrenhaus   | (Lage)                  | PA22000015    | Inscrit        | 2002      |                |
| Château de la Fontaine-Saint-Père               | Schloss      | Rue Jean Pinault (Lage) | PA22000014    | Inscrit        | 2002      | weitere Bilder |
| Schloss Bogard                                  |              | (Lage)                  | PA00089760    | Inscrit        | 1990      | weitere Bilder |
| Souterrain protohistorique de la ville Grohan   |              | (Lage)                  | PA00089550    | Classé         | 1971      |                |
| Galeriegrab Champ Grosset                       |              | (Lage)                  | PA00089549    | Classé         | 1896      | weitere Bilder |
| Château de la Houssaye (Schloss) mit Taubenturm |              | (Lage)                  | PA00089548    | Inscrit Classé | 2002 1982 | weitere Bilder |

## Liste der Objekte
- Monuments historiques (Objekte) in Quessoy in der Base Palissy des französischen Kultusministeriums